# جاستن إيفانز
جاستن إيفانز (بالإنجليزية: Justin Evans)‏ هو لاعب كرة قدم أمريكية أمريكي، ولد في 26 أغسطس 1995 في ويغينز في الولايات المتحدة.

## وصلات خارجية
- جاستن إيفانز على موقع مرجع كرة القدم المحترفة.كوم (الإنجليزية)
- جاستن إيفانز على موقع مرجع كرة القدم المحترفة.كوم (الإنجليزية)